# 谢尔盖·瑟兰科夫
謝爾蓋·亚历山德罗维奇·瑟蘭科夫（1983年8月14日—）是白俄羅斯政治人物，自2024年起擔任白俄羅斯共產黨第一書記。他此前曾擔任該黨第二書記以及白俄羅斯眾議院的黨團負責人。他是2025年白俄羅斯總統選舉的候選人，票數高達3.23%，得票第二。在競選期間，他公開支持他的對手，第七次當選的白俄羅斯總統亞歷山大·盧卡申科。